# Ailuropoda wulingshanensis
Ailuropoda wulingshanensis (лат.) — вид вымерших млекопитающих рода большие панды семейства медвежьих. Существовал в позднем плиоцене — раннем плейстоцене (2,588—0,781 млн лет назад). Известны из Китая (Хайнань и Гуанси-Чжуанский автономный район). Это были наземные всеядные животные с сильным уклоном в растительноядность.